# Aphidius gifuensis
Aphidius gifuensis är en stekelart som beskrevs av William Harris Ashmead 1906. Aphidius gifuensis ingår i släktet Aphidius och familjen bracksteklar. Inga underarter finns listade i Catalogue of Life.